# آرامگاه و پرستشگاه کنفوسیوس
آرامگاه و پرستشگاه کنفوسیوس در کوفو (به انگلیسی: Qufu)، استان شاندونگ، چین قرار دارد.این پرستشگاه بزرگترین و معروف‌ترین پرستشگاه کنفوسیوس در چین و شرق آسیا است. در سال ۱۹۹۴ آرامگاه و پرستشگاه کنفوسیوس و اقامتگاه خانواده کونگ در فهرست میراث جهانی یونسکو به ثبت رسید.

## نگارخانه

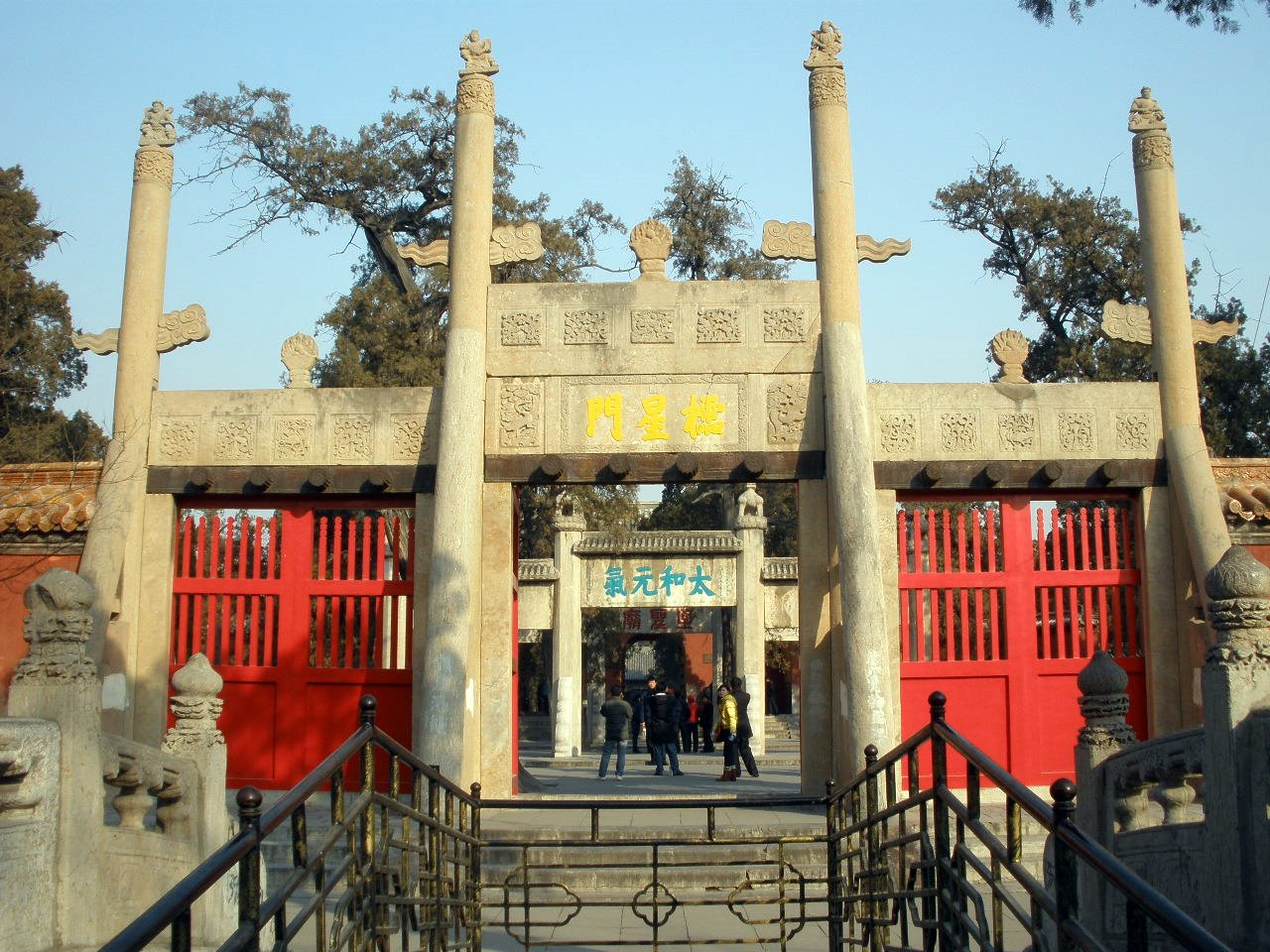